# Рэнди Спирс
Рэнди Спирс (англ. Randy Spears), настоящее имя Грегори Аллан Дойшле (англ. Gregory Allan Deuschle; 18 июня 1961, Канкаки, Иллинойс) — американский порноактёр и режиссёр, многократный лауреат AVN Awards и член Зала Славы AVN.

## Биография
Дебютировал в порноиндустрии в 1987 году. Вскоре после этого Рэнди завёл семью, женившись на актрисе эротических фильмов Даниэль Роджерс. Пара родила двоих детей и рассталась в 2000 году. Второй женой Спирса в 2006-м стала актриса и модель Playboy Деми Делией. Но этот брак оказался недолгим.
Первая роль Рэнди Спирса в полнометражном порно — детектив Хэнк Смит в The Case of the Sensuous Sinners. После чего он принял участие в нескольких порнофильмах для геев. Но позднее полностью перешёл на традиционные ролики. В 1990 он получил первую награду Adult Video News Best Actor Award за роль в фильме «Массажистка» (The Masseuse) с Хуапатией Ли. Настоящая известность пришла к Спирсу в следующем году, когда он сыграл капитана Кирка в порно-пародии на культовый «Стартрек».
Под именем Грегори Патрик он снимался в непорнографических лентах «Зубастики 2: Основное блюдо» (1988) и «Дурная кровь» (1989).
В дальнейшем Рэнди выбился в число самых популярных и титулованных актёров порноиндустрии.
Снялся в нескольких музыкальных клипах. Озвучивал одного из персонажей мультсериала «Американский папаша!». В июне 2009-го появился в реалити-шоу о своей второй жене — Mommy XXX.
На 2013 год снялся в 1439 порнофильмах и срежиссировал 36 порнолент.
В 2015 году объявил об уходе из порноиндустрии и намерении вернуться в лоно христианской церкви. По словам Рэнди, об этом он задумался после того, как чудом выжил в страшной аварии. Также он объявил об отказе от употребления алкоголя и наркотиков.

## Премии
- 2006 AVN Award — лучший актёр второго плана (в фильме) — Eternity[3]
- 2006 AVN — лучшая сцена группового секса (в фильме) — Dark Side[3]
- 2006 XRCO Award — лучшее одиночное представление — Curse Eternal[4]
- 2007 AVN Award — лучшая сцена группового секса (в фильме) — Fuck[3]
- 2007 AVN Award — лучший актёр (в фильме) — Manhunters[3]
- 2007 F.A.M.E. Award — лучший исполнитель в порно[5]
- 2008 AVN Award — лучший актёр второго плана (в фильме) — Flasher[6]
- 2008 XRCO Award — лучшее одиночное представление — Black Widow[4]
- 2010 AVN Award — лучшая сцена группового секса (совместно с Jamie Wright и Jessica Stone) — 2040[7]